# 부신겉질자극호르몬
부신겉질자극호르몬(영어: adrenocorticotropic hormone, ACTH 또는 adrenocorticotropin) 또는 줄여서 코르티코트로핀(corticotropin, 이전 명칭: 부신피질자극호르몬)은 뇌하수체에서 나오는 호르몬으로, 부신피질에서 코르티솔과 알도스테론 등을 생산하도록 자극하는 폴리펩타이드 호르몬이다. 